# Czesław Fiedorowicz
Czesław Fiedorowicz (Gubin; 21 de Fevereiro de 1958 — ) é um político da Polónia. Ele foi eleito para a Sejm em 25 de Setembro de 2005 com 16153 votos em 8 no distrito de Zielona Góra, candidato pelas listas do partido Platforma Obywatelska.
Ele também foi membro da Sejm 1993-1997 e Sejm 1997-2001.